# Cassino
Cassino is een stad gelegen in de Italiaanse provincie Frosinone, in de regio Latium. Historisch gezien hoort de stad bij de zuidelijker gelegen regio Campanië. Het is een belangrijk commercieel, agrarisch en industrieel centrum.
De plaats werd al lang voor de komst van de Romeinen bewoond door Italiërs. Gedurende de Romeinse periode heette de stad Casinum. Uit deze tijd dateert het goed bewaard gebleven theater en amfitheater van Cassino. Bij de stad ligt ook nog een deel van de oorspronkelijke Via Latina die Rome met Casilinum (het huidige Capua) verbond.
Bekender is de stad geworden door de Slag om Monte Cassino. Tijdens de gevechten werd het historische deel van de stad vrijwel geheel verwoest. De grote militaire begraafplaatsen rondom de stad herinneren aan deze gebeurtenis. Ook de monumentale benedictijner Abdij van Montecassino, die ruim 450 meter hoger ligt, werd zwaar getroffen.

## Geboren
- Domenico Di Carlo (1964), voetbaltrainer
- Angelo Ogbonna (1988), voetballer

## Foto's

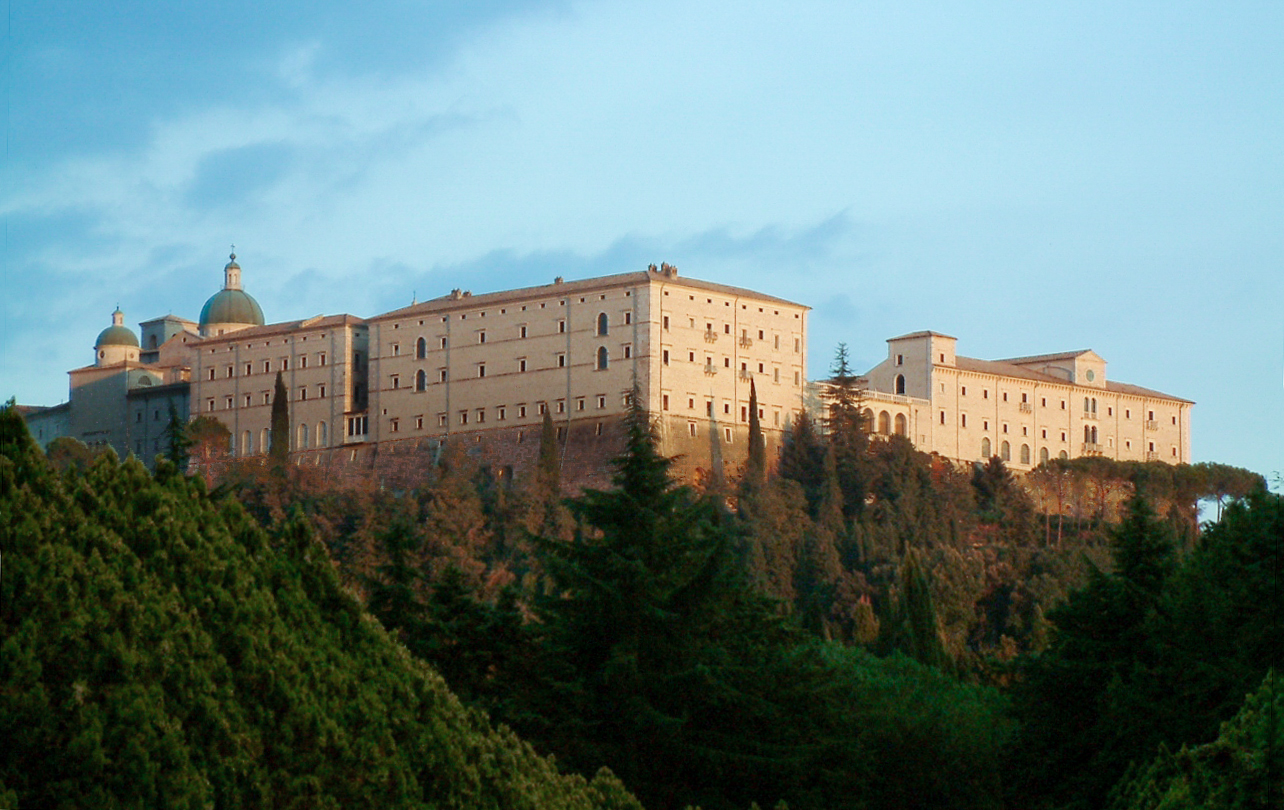
Monte Cassino
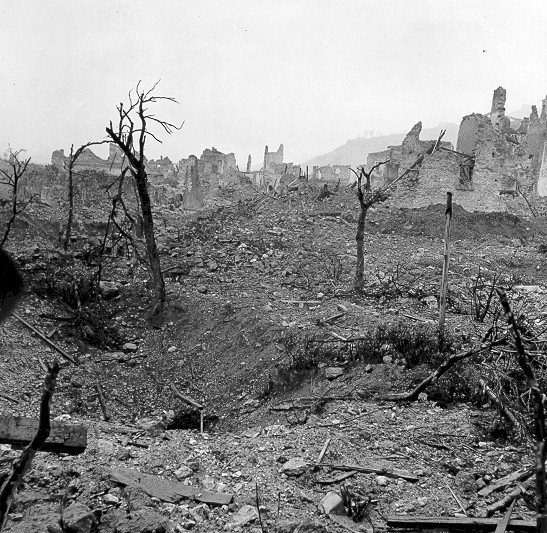
Monte Cassino na de slag